# Francisco Javier Sandomingo Núñez
Francisco Javier Sandomingo Núñez (* 25. Januar 1954 in A Coruña) ist ein spanischer Diplomat.

## Leben
Francisco Javier Sandomingo Núñez studierte Rechtswissenschaft und trat 1980 in den auswärtigen Dienst.
Er wurde an den diplomatischen Vertretungen in Costa Rica, Mexiko, Thailand und Kuba beschäftigt.
Im Außenministerium war er Unterabteilungsleiter der Abteilung Osteuropa.
Er war Generalkonsul in Hongkong.
Am 22. Juni 2001 wurde er zum Botschafter in Harare, Simbabwe ernannt.
Am 2. November 2001 wurde er zum Botschafter bei den Regierungen in Lilongwe, Malawi und am 20. September 2002 bei der Regierung in Lusaka, Sambia mit Sitz in Harare ernannt.
Von 2004 bis 2008 leitete er die Abteilung Iberoamerika im Außenministerium.
| Vorgänger                                  | Amt                                           | Nachfolger                                    |
| ------------------------------------------ | --------------------------------------------- | --------------------------------------------- |
| —                                          | Spanischer Botschafter in Simbabwe. 2002–2004 | Santiago Martínez-Caro de la Concha-Castañeda |
| Juli 2004–24. Juli 2008: Albi de la Cuesta | Spanischer Botschafter in Peru 24. Juli 2008– | —                                             |